# مسیریابی رباتی
خودیابی رباتی (به انگلیسی: Robot navigation) بیانگر توانایی ربات در یافتن جا و پیدا کردن جهت‌گیری خود در چارچوب مرجع است. برنامه‌ریزی مسیر در واقع بخش تکمیلی خودیابی روباتی است؛ به این معنی که برای برنامه‌ریزی مسیر، نخست نیاز به تعیین موقعیت فعلی ربات و موقعیت مکانی هدف با توجه به همان چارچوب مرجع یا مختصات می‌باشد. ساختن نقشه می‌تواند به شکل یک نقشه متریک یا هر واحد مسافت دیگری باشد که بتواند مکان‌ها را در چارچوب مرجع ربات توصیف کند.
برای هر دستگاه متحرک اهمیت زیادی دارد که بتواند در محیط پیمایش کند. مهمترین اولویت دستگاه باید این باشد که بتواند از موقعیت‌های خطرناک مانند برخورد به اشیاء و موقعیت‌ها ناامن (که ناشی از مولفه‌های دما، پرتوافشانی، قرار گرفتن در معرض آب و هوا و غیره می‌شود) جلوگیری کند. همین‌طور اگر هدف ربات این باشد که به جای خاصی برسد باید بتواند آن مکان خاص را پیدا کند. در این مقاله مروری بر مهارت مسیریابی، تلاش برای شناسایی قطعات متوقف‌کننده و بخش‌های اساسی در سیستم ناوبری ربات می‌شود. همین‌طور انواع سامانه‌های مسیریابی بررسی شده و نگاه دقیق‌تری به اجزای آن خواهیم داشت.
در فارسی این موضوع مطالعه با نام مسیریابی و ناوبری شناخته می‌شود. اگر چه واژه ناوبری بیشتر کشتی‌ها یا دستگاه‌های سنگین اشاره می‌کند.
مسیریابی به معنای توانایی ربات در تعیین موقعیت خود در چارچوب مرجع خود است. سپس ربات باید برای رسیدن به مکان هدف خود برنامه‌ریزی کرده و نقشه بکشد. برای این که ربات بتواند در محیط خود حرکت کند نیاز به داشتن نقشه از محیط و همین‌طور توانایی درک و تفسیر این نقشه را دارد.
مسیریابی را می‌توان ترکیبی از سه مهارت اساسی دانست:
1. پیدا کردن مکان فعلی
2. برنامه‌ریزی مسیر
3. نقشه‌سازی و تفسیر نقشه

برخی از سامانه‌های مسیریابی رباتی از محلی‌سازی و نقشه‌برداری همزمان برای تولید بازسازی سه‌بعدی در محیط اطراف خود استفاده می‌کنند.

## بیشتر خواندن
- بکر، م. DANTAS، کارولینای Meirelles ; MACEDO، وبر پردیگائو، " روش اجتناب از مانع برای ربات‌های موبایل ". در: پائولو ایگی میاگی؛ اسوالدو هوریکاوا؛ امیلیا ویلانی. (سازمان) مجموعه سمپوزیوم ABCM در مکاترونیک، جلد ۲. ۱ ویرایش. سائو پائولو - SP: ABCM، ۲۰۰۶، ج ۲، ص. ۲۵۰–۲۵۷.شابک ‎۹۷۸−۸۵−۸۵۷۶۹−۲۶−۰شابک 978-85-85769-26-0